# W賞金王のキャッチフレーズ
W賞金王のキャッチフレーズとは、BOAT RACE振興会が、競艇（ボートレース）で年末に行われる賞金女王決定戦と賞金王決定戦の出場選手をイメージさせる呼び名を募集するものである。

## 過去のキャッチフレーズ
2012年（第1回）

賞金女王決定戦
- 田口節子：Galaxy Queen
- 日高逸子：いつまでもグレートマザー
- 山川美由紀：パワークイーン
- 平山智加：心を込めた女子レーサー
- 三浦永理：テクニカルエリー
- 香川素子：水上の女豹
- 横西奏恵：永世女王
- 中谷朋子：金色のジャンヌダルク
- 向井美鈴：ビューティーベル
- 角ひとみ：憧れのひとみん
- 寺田千恵：スマイルてらっち
- 宇野弥生：スリットプリンセス

採用されたキャッチコピーは決定戦期間中、ボートに貼り付けられていた。
賞金王決定戦
- 井口佳典：King of Galaxy
- 太田和美：水上のレーザービーム
- 瓜生正義：正義のヒーロー
- 松井繁：絶対王者
- 丸岡正典：非凡なる平凡
- 馬袋義則：3612馬力
- 峰竜太：賞金稼ぎ
- 平尾崇典：児島のサイレントイーグル
- 坪井康晴：クラッチレーサー
- 今垣光太郎：光艇
- 白井英治：関門のホワイトシャーク
- 山崎智也：ライジングスター

2013年（第2回）

賞金女王決定戦
- 平山智加・三浦永理・日高逸子・寺田千恵・山川美由紀は昨年のものを使用
- 金田幸子：美菜ぎる闘志
- 長嶋万記：ストロングマザー
- 海野ゆかり：水上の女神
- 谷川里江：エバーマーメイド
- 鎌倉涼：クールプリンセス
- 守屋美穂：イーグルヴィーナス
- 高橋淳美：浪速のレディスナイパー

賞金王決定戦
- 瓜生正義・松井繁・太田和美・井口佳典は昨年のものを使用
- 池田浩二：ブルーインパルス
- 新田雄史：進撃の雄史
- 毒島誠：ポイズンキラー
- 篠崎元志：新時代のエース
- 湯川浩司：銀河の快速王子
- 中島孝平：寡黙なる闘神
- 田村隆信：トリックスター
- 齊藤仁：静かなる巧者

| スタブアイコン | サブスタブ | この項目は、まだ閲覧者の調べものの参照としては役立たない、スポーツに関連した書きかけの項目です。この項目を加筆・訂正などしてくださる協力者を求めています（P:スポーツ/PJ:スポーツ）。 |